# Cucullanus gendrei
Cucullanus gendrei is een rondwormensoort uit de familie van de Cucullanidae. De wetenschappelijke naam van de soort is voor het eerst geldig gepubliceerd in 1957 door Campana-Rouget.